# Ink (Plastic Tree)
Ink (インク?, Inku) è il dodicesimo album della rock band visual kei giapponese Plastic Tree. È stato pubblicato il 12 dicembre 2012 dall'etichetta major Tokuma Japan Communications.
Il disco è stato pubblicato in concomitanza con i festeggiamenti per il quindicennale della band, che per l'occasione ha completamente riarrangiato e re-inciso l'album di debutto Hide and Seek del 1997 in una nuova edizione chiamata Hide and Seek (Rebuild).
Esistono tre edizioni dell'album: una standard con custodia jewel case, una speciale in edizione limitata con custodia jewel case, un brano modificato e Hide and Seek (Rebuild), ed un cofanetto contenente l'edizione limitata da due CD più due DVD extra contenenti il concerto-evento Tent③ tenutosi al Nippon Budōkan. Tutte e tre le edizioni presentano in copertina delle immagini ispirate al test di Rorschach: rispettivamente un fiore, una medusa (simbolo della band e rimando ai fan chiamati kurage, "meduse") ed un corvo.

## Tracce
Dopo il titolo è indicata fra parentesi "()" la grafia originale del titolo, eventuali note sono riportate dopo il punto e virgola ";".

### Edizione standard
1. Rorschach (hidari) (ロールシャッハ(左)?) - 1:08 (Ryūtarō Arimura)
2. Ink (インク?) - 5:25 (Ryūtarō Arimura, Tadashi Hasegawa - Tadashi Hasegawa)
3. Kuchizuke (くちづけ?) - 4:42 (Ryūtarō Arimura - Tadashi Hasegawa)
4. Piano Black (ピアノブラック?) - 6:22 (Ryūtarō Arimura - Akira Nakayama)
5. Avantgarde (あバンギャルど?) - 4:08 (Akira Nakayama)
6. Life Is Beautiful (ライフ・イズ・ビューティフル?) - 4:24 (Ryūtarō Arimura)
7. Kimi wa kanariya (君はカナリヤ?) - 5:52 (Kenken Satō - Akira Nakayama)
8. Jōmyaku (静脈?) - 5:12 (Ryūtarō Arimura - Tadashi Hasegawa)
9. Tefutefu (てふてふ?) - 5:32 (Tadashi Hasegawa)
10. Shion (シオン?) - 4:52 (Ryūtarō Arimura)
11. 218 shōsetsu, kaku mo nagaki fuzai. (218小節、かくも長き不在。?); editing esteso dello stesso brano presente nell'edizione limitata
12. Rorschach (migi) (ロールシャッハ(右)?) - 1:20 (Ryūtarō Arimura)

### Edizione limitata

#### Ink
1. Rorschach (hidari) (ロールシャッハ(左)?) - 1:08 (Ryūtarō Arimura)
2. Ink (インク?) - 5:25 (Ryūtarō Arimura, Tadashi Hasegawa - Tadashi Hasegawa)
3. Kuchizuke (くちづけ?) - 4:42 (Ryūtarō Arimura - Tadashi Hasegawa)
4. Piano Black (ピアノブラック?) - 6:22 (Ryūtarō Arimura - Akira Nakayama)
5. Avantgarde (あバンギャルど?) - 4:08 (Akira Nakayama)
6. Life Is Beautiful (ライフ・イズ・ビューティフル?) - 4:24 (Ryūtarō Arimura)
7. Kimi wa kanariya (君はカナリヤ?) - 5:52 (Kenken Satō - Akira Nakayama)
8. Jōmyaku (静脈?) - 5:12 (Ryūtarō Arimura - Tadashi Hasegawa)
9. Tefutefu (てふてふ?) - 5:32 (Tadashi Hasegawa)
10. Shion (シオン?) - 4:52 (Ryūtarō Arimura)
11. 96 shōsetsu, nagaki fuzai. (96小節、長き不在。?) - 5:21; editing accorciato dello stesso brano presente nell'edizione standard
12. Rorschach (migi) (ロールシャッハ(右)?) - 1:20 (Ryūtarō Arimura)

#### Hide and Seek (Rebuild)
Tutti i brani sono testo di Ryūtarō Arimura e musica di Tadashi Hasegawa.
1. Itai ao (Rebuild) (痛い青(Rebuild)?)
2. Ether Note (Rebuild) (エーテルノート(Rebuild)?)
3. Wareta mado (Rebuild) (割れた窓(Rebuild)?)
4. Closet Child (Rebuild) (クローゼットチャイルド(Rebuild)?)
5. Snow Flower (Rebuild) (スノーフラワー(Rebuild)?)
6. Hide and Seek #3 (Hide and Seek #3?)
7. Trance Orange (Rebuild) (トランスオレンジ(Rebuild)?)
8. Mahiru no tsuki (Rebuild) (まひるの月(Rebuild)?)
9. Suisō. (Rebuild) (水葬。(Rebuild)?)
10. Nejimaki neurose (Rebuild) (ねじまきノイローゼ(Rebuild)?)
11. Hide and Seek #4 (Hide and Seek #4?)

### DVD
Disco 1Ao no unmei sen Saishū kōen: Tent 3 Nippon Budōkan • Zenpen (青の運命線 最終公演：テント③ 於 日本武道館•前編?)
1. Itai ao (痛い青?)
2. Kuchizuke (くちづけ?)
3. Melt (メルト?)
4. Etcetera (エとセとラ?)
5. Sanbika (讃美歌?)
6. Jōmyaky (静脈?)
7. 37 °C (37 °C?)
8. Aoi tori (蒼い鳥?)
9. Gerbera (ガーベラ?)
10. Uwa no sora (うわのそら?)
11. Ai yori aoku (藍より青く?)
12. Duet (デュエット?)
13. Ruisen kairo (涙腺回路?)
14. Melancholic (メランコリック?)
15. Harusaki sentimental (春咲センチメンタル?)
16. Andro Metamorphose (アンドロメタモルフォーゼ?)

Disco 2Ao no unmei sen Saishū kōen: Tent 3 Nippon Budōkan • Kōhen (青の運命線 最終公演：テント③ 於 日本武道館•後編?)
1. hate red, dip it (ヘイトレッドディップ・イット?)
2. Puppet Talk (Puppet Talk?)
3. Kūchū buranko (空中ブランコ?)

## Singoli
- 29/02/2012 - Jōmyaku
- 20/06/2012 - Kuchizuke
- 05/09/2012 - Shion

## Formazione
- Ryūtarō Arimura - voce e seconda chitarra
- Akira Nakayama - chitarra, cori, PC
- Tadashi Hasegawa - basso e cori
- Kenken Satō - batteria